# 名探偵コナン 異次元の狙撃手
『名探偵コナン 異次元の狙撃手』（めいたんていコナン いじげんのスナイパー）は、2014年4月19日に公開された、日本のアニメ映画で、劇場版『名探偵コナン』シリーズの18作目。上映時間は110分。興行収入は41億1,000万円。『名探偵コナン』連載20周年記念作品。第38回日本アカデミー賞優秀アニメーション作品賞受賞作品。
キャッチコピーは「奴……だったのか!?」「工藤新一、遊びは終わりだ！」「遊びは終わりだ、名探偵。」「夜空の貫く正義の弾丸！ その眼に映る禁断の謎（パンドラ）ミステリー」「ターゲットは誰だ!?暴かれる超危険な真実!!」「禁断の真実への扉が、いま音を立てて開き始める……！」

## 概要
劇場版シリーズ第18作。監督を前作『絶海の探偵』と同じく静野孔文、脚本を前々作『11人目のストライカー』から2年ぶりに古内一成が担当する。なお、古内は2016年7月18日に死去したため、本作が劇場版『名探偵コナン』シリーズ最後の参加作品となった。また、2003年の劇場版シリーズ第7作『迷宮の十字路』以来、一部の作品を除き10年以上にわたって音響監督を務めてきた浦上靖夫が同年12月18日に逝去したため、本作は浦上が音響監督を担当した最後の作品にもなった。名探偵コナンの映画の製作ペースとしては、単独では例年同様前作から1年ぶりだが、前年（2013年）は『ルパン三世』とコラボした劇場版『ルパン三世VS名探偵コナン THE MOVIE』も公開されているため、それも含めるとコナン劇場版史上初の前作から4ヶ月後（『絶海の探偵』から『ルパン三世VS名探偵コナン THE MOVIE』までと同様に、前作公開からの期間が1年未満）の新作公開ともなった。
物語は、高さ635メートルの「東都ベルツリータワー」で発生した狙撃事件に、アメリカ海軍特殊部隊「Navy SEALs」が絡んでくるという内容である。
テレビシリーズからは、世良真純、沖矢昴、FBIメンバーの赤井秀一、ジョディ・スターリング、ジェイムズ・ブラック、アンドレ・キャメルら6名が初登場。このため、公開直前の2014年4月5日と翌週の4月12日には本放送枠でジェイムズ・ブラックが初登場したエピソードである「シカゴから来た男」 が再放送された。
なお、本作の公開時点ではテレビシリーズに未登場の領域外の妹（メアリー・世良）が布団に包まった姿で登場しているが、作中の言及はなく、登場人物としてカウントされていない。また、置鮎龍太郎が綾小路文麿と沖矢昴の2役で主演すると共に、綾小路が2年連続で登場するのは本作が初となる。なお、ジェイムズ・ブラックの声を担当していた家弓家正が2014年9月30日に死去したため、家弓が演じるジェイムズが劇場版に登場したのは本作のみとなった。本作ではコナンが追っている黒ずくめの組織は関与していないが、犯人が狙撃手（スナイパー）であることから、作中でコナンが組織のジン・キャンティ・コルンを想起している。エンドロールを締め括る「コナンの目」の登場は本作が最後になっている。
ゲスト声優は、俳優の福士蒼汰、お笑いコンビのパックンマックン、元・阪神タイガース外野手でプロ野球解説者の赤星憲広であり、福士とパックンは容疑者、赤星とマックンは刑事役を担当した。
原作者の青山剛昌は、公開直前のインタビューで「原作でまだ出していないネタも出して、ネタばらししている部分もあります」と発言している。
本作の公開と同日に放送されたテレビアニメ『名探偵コナン』の第735話「暗号付きの招待状」 は、ベルツリータワーが登場する本作のプレストーリーとなっている。また、これまでテレビアニメ化が唯一見送られてきた原作エピソードのFILE.594「逃亡者」が、本作の公開を記念して「逃亡者・毛利小五郎」のサブタイトルでNOTTVにて初アニメ化された。
小説版は、小学館のジュニア文庫（小学館ジュニアシネマ文庫）から2014年4月17日に発売。
オープニングは博士のアイテムや灰原の紹介などは省略されており、劇場版初登場キャラクター（FBI、世良、赤井、沖矢）の紹介にとどまっている。
エピローグ後の次回作予告では、ひまわりを背景にした映像が流れた。後に次回作はゴッホの『ひまわり』を題材とし、怪盗キッドがメインとなる『業火の向日葵』であると発表された。
2016年に開催された歴代映画19作品の人気投票で、今作は6位を獲得した。

## ストーリー
ある日、コナンたちは東京を一望できるベルツリータワーのオープニングセレモニーに参加した。しかし、展望台からの絶景を楽しんでいる一同の目の前で、突如男性客の1人が銃撃される。コナンは狙撃ポイントを突き止め、居合わせた世良真純と共に犯人を追跡するが、取り逃がしてしまう。一方、犯人が狙撃したポイントには、1発の空薬莢とサイコロが置かれていた。
その後も立て続けに狙撃事件が発生するが、3件目の事件で射殺されたのは、一連の事件の容疑者として名が挙がっていた元ネイビーシールズ隊員ティモシー・ハンターだった。コナンは日本における狙撃が彼のものではない可能性に気付き、第4の事件の阻止へと動くが、自分を庇った真純が撃たれて負傷し、狙撃も遂行されてしまう。リベンジを誓うコナンは次の狙撃が最後だと確信し、さらに世良の見舞いに行った際、少年探偵団が持参していたベルツリータワー周辺のジオラマを見て狙撃ポイントを突き止める。
そして事件当日、コナンは犯人であるケビン・ヨシノの狙撃を妨害することに成功。動揺するケビンはタワーを停電させて展望フロアに下り、タワーからの夜景を楽しんでいた蘭を人質に取る。コナンは花火ボールの閃光でケビンを怯ませ、その隙に昴がケビンを狙撃して銃を弾き飛ばすと、蘭がケビンを制圧して事件は解決した。昴がジェイムズ・ブラックと連絡を取った後、チョーカー型変声機のスイッチを切って赤井秀一の声で「了解」と呟いたところで、物語は幕を閉じる。

## 登場人物

### レギュラーキャラクター

#### 江戸川コナンと周辺の人物
江戸川 コナン（えどがわ コナン）
声 - 高山みなみ
本作の主人公。
本来の姿は「東の高校生探偵」として名を馳せている工藤新一だが、黒ずくめの組織に飲まされた毒薬・APTX4869の副作用で小学生の姿になっている。
本作では、スナイパーを捕まえるために世良真純と行動を共にする。
毛利 蘭（もうり らん）
声 - 山崎和佳奈
本作のヒロイン。新一の幼馴染で、関東大会で優勝するほどの空手の達人。
本作では、屈強な体格の犯人を格闘で圧倒する強さを見せている。
毛利 小五郎（もうり こごろう）
声 - 小山力也
「眠りの小五郎」の異名で有名な私立探偵。蘭の父親にしてコナンの保護者。元警視庁捜査一課強行犯係の刑事。
高所恐怖症であるため、ベルツリータワーの展望台で怯え切っている。
工藤 新一（くどう しんいち）
声 - 山口勝平
コナンの本来の姿で高校生探偵。
阿笠 博士（あがさ ひろし）
声 - 緒方賢一
コナンと灰原哀の正体をしる数少ない人物の一人で、発明家。
本作は「『どこでもボール射出ベルト』で花火を打ち上げる」というトンデモ発明を思いつき、コナン達から呆れられるが、この発明が後に活躍することとなる。
灰原 哀（はいばら あい）
声 - 林原めぐみ
元黒の組織の一員かつAPTX4869の開発者で、コナンの正体を新一と知る数少ない人物の一人。
人質になった歩美を救出するべく、探偵バッジのモスキート音で犯人の居場所を探り当てる。
吉田 歩美（よしだ あゆみ）、小嶋 元太（こじま げんた）、円谷 光彦（つぶらや みつひこ）
声 - 岩居由希子（歩美）、高木渉（元太）、大谷育江（光彦）
少年探偵団の3人。
終盤で、歩美は犯人の人質に取られてしまう。
鈴木 園子（すずき そのこ）
声 - 松井菜桜子
蘭の同級生で親友。鈴木財閥の令嬢で、蘭や新一とは幼馴染でもある。
鈴木財閥が建設したベルツリータワーのオープニングセレモニーに蘭やコナン達を招待している。
世良 真純（せら ますみ）
声 - 日髙のり子
蘭の同級生である女子高生探偵。截拳道の使い手でもあり、その実力は空手の達人である蘭と互角。性格・外見とも明るくボーイッシュで、一人称は「ボク」。赤井秀一の実妹で、彼を「秀兄」（しゅうにい）と呼んでいる。愛用のバイクは、YAMAHA XT400E Artesia。本作が劇場版初登場。
コナンと共同で連続狙撃事件の捜査に乗り出すが、第4の事件でコナンを犯人の狙撃から庇って負傷する。
赤井 秀一（あかい しゅういち）
声 - 池田秀一
アメリカの連邦捜査局 (FBI) の捜査官で、コナンの協力者。世良真純の兄。凄腕の狙撃手でもある。ある事件で黒の組織に殺害されたとされている。
本作では回想やイメージ的シーンで登場するが、別の人物として事件に関わっていたことが後に判明する。
沖矢 昴（おきや すばる）
声 - 置鮎龍太郎
東都大学大学院工学部博士課程の大学院生。
劇場版初登場となる本作で、原作・アニメに先駆けて正体が明かされた。
ジェイムズ・ブラック (James Black)、ジョディ・スターリング (Jodie Starling)、アンドレ・キャメル (Andre Camel)
声 - 家弓家正（ジェイムズ）、一城みゆ希（ジョディ）、梁田清之（キャメル）
FBI捜査官。コナンと協力し、日本警察には内密で黒の組織の捜査を進めている。
本作終盤で、ジェイムズはある男と連絡を取っている。

#### 警察関係者
目暮 十三（めぐれ じゅうぞう）
声 - 茶風林
警視庁刑事部捜査一課強行犯捜査三係の警部。
佐藤 美和子（さとう みわこ）
声 - 湯屋敦子
警視庁捜査一課の刑事で警部補。高木刑事と交際中。
高木 渉（たかぎ わたる）
声 - 高木渉
警視庁捜査一課の刑事で巡査部長。佐藤刑事と交際中。
白鳥 任三郎（しらとり にんざぶろう）
声 - 井上和彦
警視庁捜査一課のキャリア組警部。
千葉刑事（ちばけいじ）
声 - 千葉一伸
警視庁捜査一課の刑事で巡査部長。
綾小路 文麿（あやのこうじ ふみまろ）
声 - 置鮎龍太郎
京都府警警部。

#### 黒の組織
新一に薬を飲ませて幼児化させた世界規模の犯罪組織。本作の事件がスナイパーによる連続犯行であったことから、コナンは以下の3人の関与を疑った。
ジン (Gin)
組織の実行部隊のリーダー。残忍な性格で射撃にも優れている。
キャンティ (Chianti)
組織に所属する気性の荒い女性スナイパー。
コルン (Korn)
組織に所属する無口で冷静な男性スナイパー。

#### その他
領域外の妹（りょういきがいのいもうと）
真純と共にホテル生活を送る謎の少女。通称「領域外の妹」。
本作で直接的な登場はないが、原作者・青山剛昌の指示により、真純の部屋のベッドに膨らみが描かれている。
正式な劇場版登場は、第24作『緋色の弾丸』からである。

### オリジナルキャラクター
スナイパー
連続狙撃事件の犯人。驚異的な狙撃能力の持ち主。
アメリカで新聞記者のブライアン・ウッズを殺害した容疑で、FBIが追跡していた。日本の犯行では、狙撃地点にメッセージとしてライフルの空薬莢とダイスを残している。追跡してくるパトカーを手榴弾で爆破したり、犯行を邪魔したコナンや世良を狙撃するなど、無関係な者を殺害することにも躊躇がない冷酷非道な人物。
使用ライフルは「MK-11」で、ハンターの愛銃と同モデル。

#### 容疑者
ティモシー・ハンター (Timothy Hunter)
声 - 中井和哉
元海軍特殊部隊ネイビー・シールズの狙撃兵。37歳。愛称は「ティム」。
中東の戦争でシルバースターを受賞し、英雄として有名になる。しかし、戦場にいたウォルツに「武器を持たない民間人を射殺した」と告発され、シルバースターを剥奪されてしまう。証拠不十分で戦場には復帰したが、敵の銃弾で重傷を負い除隊。除隊後は後遺症に悩まされてマスコミからは「疑惑の英雄」と追及された上、妻は薬物の過剰摂取で亡くなり、妹も婚約を破棄されて自ら命を絶ち、さらに自身も破産に追い込まれ全てを失った。このように動機が十分なことからFBIや警視庁に最重要容疑者として緊急手配されるが、第3の狙撃事件で射殺される。
ダイスが趣味で腕にサイコロマークの刺青が彫られている。また、赤井秀一の存在と、黒の組織が赤井に対して用いる「銀の弾丸（シルバーブレット）」の通称を知っていた。
マーク・スペンサー (Mark Spencer)
声 - 大塚周夫
元横須賀基地司令官。階級は少将。65歳。
横須賀基地の元司令官で、退任後は元米軍兵の良き相談相手となっている。
ハンターとは面識が無いと証言するが、元アメリカ兵が日本で狙撃事件を引き起こした事実に関して強い憤りを感じていた。ハンターに対抗出来る存在として、警察に元スナイパーの運転手カルロス・リーを紹介する。ウォルツが過去に何らかの罪を犯したことを知り、リーを通じてウォルツに決着用の銃を渡した。
スコット・グリーン (Scott Green)
声 - 辻親八
元ネイビー・シールズの海軍兵曹長。43歳。顔に大きな傷のある髭面の黒人男性。
現在は東京・町田でバイク店を経営。シールズの狙撃スクールではハンターの教官を務めていた。
ケビン・ヨシノと共に事件の容疑者としてマークされるが、ヨシノと同じ時刻に行方不明になる。
ケビン・ヨシノ (Kevin Yoshino)
声 - 福士蒼汰
元海兵隊2等軍曹。32歳。漢字表記は「吉野」。右眉の端に傷がある日系アメリカ人の男性。
現在は東京・福生で米軍払い下げ品のミリタリーショップを経営。かつて中東の戦闘でハンターに命を救われており、彼を「ティム」と呼んで慕っている。このため、ハンター犯人説については憤りながら否定している。
担当声優の福士は、英語のセリフも一人で演じている。
カルロス・リー (Carlos Lee)
声 - マイケル・リーヴァス
マーク・スペンサーの運転手。26歳。
アジア系アメリカ人の男性。元海兵隊の狙撃手で、ハンターには及ばないが優れた狙撃技術を有する。
ジャック・ウォルツ (Jack Waltz)
声 - パトリック・ハーラン（パックンマックン）
元陸軍特殊部隊大尉。45歳。
サンディエゴで軍装備品の製造会社を経営している男性。現在は妻・ヘレン、娘・セーラと京都府内のホテルに滞在中。
過去にハンターの交戦規定違反を告発していることから、ビル・マーフィーと同じくハンターの標的候補としてマークされる。終盤では、家族の命が危険に晒されることになり、犯人を先に始末してしまおうとする。
ビル・マーフィー (Bill Murphy)
声 - スティーブン・ヘインズ
ウォルツの秘書。35歳。
眼鏡をかけた黒人男性で元陸軍3等軍曹。現在は栃木県日光市のホテルに滞在中。
ハンターの交戦規定違反の証言をしていたことから、ジャック・ウォルツと共にFBIにマークされる。過去にウォルツの犯罪に加担していたらしく事件に怯え続ける中、第4の事件で浅草に向かうよう呼び出しを受けて射殺される。

#### 被害者
藤波 宏明（ふじなみ ひろあき）
声 - グレッグ・アーウィン
不動産会社社長。40歳。日本での連続狙撃事件第一の被害者。
英語が得意で外国人を相手に不良物件を売り付ける商売をしており、日本の不良物件を売りつけてハンターの破産の原因を作った。また、世良真純の同級生の親戚と結婚する話があったという。
作中冒頭、ベルツリータワーで物件のプレゼンテーションをしていた際、遠方から胸を撃ち抜かれて殺害される。
森山 仁（もりやま ひとし）
声 - 置鮎龍太郎
元商社マン。34歳。左眼の下に泣きぼくろがある。当初は容疑者の1人だったが、日本での連続狙撃事件第二の被害者となる。
ハンターの妹と婚約していたがそれを破棄し、自殺の原因を作る。旧姓は「森山」だが、料理研究家の妻・安原奈美との結婚時に妻の姓を選択し「安原仁」になった。そのため、商社を退職して個人輸入ビジネスを始めた4年前から消息が途絶えており、世良が記事を発見するまで日本に帰国していたことに誰も気づかなった。
自宅の地下駐車場から車で出掛けようとした際、スナイパーによって胸を撃ち抜かれ殺害される。
ブライアン・ウッズ (Brian Woods)
声 - なし
シアトルの新聞記者。
交戦規定に違反した疑いのあるハンターを執拗に追及してハンター夫妻をノイローゼに陥らせたが、地元シアトルでスナイパーに狙撃され殺害される。

#### 標的の家族
ヘレン・ウォルツ (Helen Waltz)
声 - なし
ジャックの妻で、セーラの母親。家族と共に京都府内を観光していた。
事件発生後はウォルツとともにホテルに滞在していたが、犯人に狙撃される危険があるため、部屋の奥で娘のセーラと一緒に固まっていた。その後、ウォルツが何らかの理由でホテルを出て行ってしまったと京都府警に話している。
セーラ・ウォルツ (Sela Waltz)
声 - なし
ジャックとヘレンの愛娘。
家族と共に京都府内を観光していたが、狙撃事件を知って一刻も早くアメリカに帰国したいと求めていた。
安原 奈美（やすはら なみ）
声 - なし
自宅のある墨田区本所に料理教室を構えるカリスマ料理研究家で、森山仁の妻。
料理教室後、毎日同じ時間に森山が迎えに行くことをスナイパーに知られたため、森山が狙撃されてしまう。

#### 米花図書館
図書館の館員
声 - 半場友恵
米花図書館で森山に関する資料を調査していた世良真純に対して、閉館時間が近いことを伝えに来た。

#### 警察関係者
赤星（あかほし）
声 - 赤星憲広
俊足が持ち味の警視庁捜査一課の刑事で、捜査会議にて調査結果を報告した。
赤星憲広は、劇場版初となる特別出演者の発表後に応援ゲストとして出演した。
刑事
声 - 吉田眞（パックンマックン）
綾小路警部の部下。ウォルツが滞在中のホテルに事情聴取にやって来た。
警官
声 - 松本大、岸尾だいすけ
東京都墨田本所吾妻橋交番前の警官。スマホを受け取りに来たコナンに対応する。台詞のみの登場で、姿は描かれていない。

#### メディア関係者
コメンテーター
声 - 浦山迅、大西健晴
ビルの壁面モニターに映し出されたテレビ番組内で、一連の連続狙撃事件は無差別犯の犯行であると軽率な発言をして東京中をパニックに陥れた。
この発言は更にネットなどにも飛び火し、車同士の接触事故まで引き起こす事態となってしまう。その後、前回とは正反対な発言をして都民から呆れられていた。
キャスター
声 - 蓮池龍三
連続狙撃事件の最重要容疑者であったティモシー・ハンターが射殺されたことを伝えた。
レポーター
声 - 柚木涼香
毛利探偵事務所のテレビで、東京のパニックのために錦糸町で5名の負傷者が出ていたことを報道していた女性レポーター。

#### 狙撃事件の関係者
アメリカ人夫妻
声 - カート・コモン、レイチェル・ウォルツアー
ベルツリータワーで、藤波から物件の紹介をされていたアメリカ人の老夫婦。
フロント女性
声 - 甲斐田ゆき
第2の事件の際、ビルに入って来たコナンと世良を制止するが、無視されてしまう。
車内放送
声 - 柳沢栄治
マーフィーが乗車していた電車の車内放送。

## スタッフ
- 原作 - 青山剛昌
- 監督・絵コンテ・演出 - 静野孔文
- 製作 - 都築伸一郎、小石川伸哉、城朋子、斎藤裕、大田圭二、吉田力雄
- 脚本 - 古内一成
- 絵コンテ協力 - 寺岡巌、大畑晃一
- 演出 - 永岡智佳、古谷田順久、原田奈奈、関暁子
- キャラクターデザイン・総作画監督 - 須藤昌朋
- デザインワークス - 小川浩
- 作画監督 - 牟田清司、堀内博之、清水義治、野武洋行、高橋成之、かわむらあきお
- 作画監督補佐 - 山中純子、岩井伸之、八崎健二、中島里恵、安藤義信、広中千恵美、岩佐裕子、平山智、大沢正典、橋本正則、池内直子
- 美術監督 - 渋谷幸弘
- 美術監督補 - 福島孝喜
- 色彩設計 - 加藤里恵
- 撮影監督・メインタイトルCGアニメーション - 西山仁
- 3D CGI ディレクター - 後藤優一
- デジタル光学録音 - 西尾昇
- 編集 - 岡田輝満
- HD編集 - 藤田育代
- HD編集アシスタント - 小須田一樹
- 英語通訳 - 大立目明子
- 英語監修 - パトリック・ハーラン
- 音響監督 - 浦上靖夫
- 音響監督助手 - 浦上慶子
- 音響制作デスク - 太田恵理子
- ミキサー - 田中章喜
- アシスタントミキサー - 小沼則義
- 音響効果 - 横山正和、横山亜紀
- 音楽 - 大野克夫
- 音楽プロデューサー - 近藤貴郎、大野久子
- マーチャンダイズ・ディレクター - 小沼俊
- ストーリーエディター - 飯岡順一
- アシスタントプロデューサー - 米倉功人
- プロデューサー - 諏訪道彦、浅井認、石山桂一
- アニメーション制作 - TMS/V1 Studio
- 製作 - 「名探偵コナン」製作委員会（小学館、讀賣テレビ放送、日本テレビ放送網、小学館集英社プロダクション、東宝、トムス・エンタテインメント）
- 特別協力 - セブン-イレブン
- 配給 - 東宝

## 音楽

### 主題歌
柴咲コウ「ラブサーチライト」
作詞 - 柴咲コウ / 作曲・プロデュース - 内澤崇仁

### サウンドトラック

#### 収録曲
1. ベルツリータワー
2. アクロフォビア
3. 展望台からの眺望
4. 胡散臭い男
5. 前兆
6. 事件の発生
7. 名探偵コナン メイン・テーマ (異次元の狙撃手ヴァージョン)
8. 急いでコナン!!
9. チェイス
10. 逃すか！
11. Ambush
12. 世良の登場
13. 現場へ急行！
14. あきらめるな
15. 銃弾の罠
16. スナイパーのテーマ
17. ハンターのブルース
18. バトルフィールド
19. 遺留品
20. ハンターの獲物
21. 蘭の心配
22. 世良のひらめき
23. メタボリック阿笠
24. 阿笠のワルツ
25. FBI情報
26. 子供たちの宿題
27. 阿笠のクイズ
28. 灰原のクイズ
29. のけぞる阿笠
30. 蛍の光 -Auld Lang Syne-
31. 情報収集
32. アンダー・カバー
33. 究極の標的
34. ライフルスコープ
35. 照準
36. 茫然とする二人
37. 二人の探偵
38. サイコロ
39. ハンターの心理
40. 次の標的
41. アジト
42. スナイパーのテーマ Type2
43. スナイパーのテーマ Type3
44. 推理する小五郎
45. コナンの困惑
46. 推理する小五郎 Type2
47. 名探偵小五郎
48. どうする？ コナン
49. 推理するコナン
50. 悪巧み
51. 狙撃
52. 地道な捜査
53. 推理するコナン Type2
54. 焦るコナン
55. スケボー
56. 射撃準備
57. スナイパーの視点
58. 接近
59. 狙われたコナン
60. レーザーポインター
61. 発射
62. 狙撃完了
63. 新たな事実
64. Muted Blues
65. 共同捜査
66. 不穏な気配
67. 犯人が、、、
68. Think of Sera
69. ジムノペディ -1ere Gymnopedies-
70. 事件の匂い
71. 捜査状況
72. ビハインド・ザ・クライム
73. 潜伏
74. 密かな計略
75. 対決の場所
76. 子供たちの宿題 Type2
77. 狙撃場所
78. 確信のムーブメント
79. 考えるコナン
80. サーチ
81. 謎を解こう
82. せめぎ合い
83. ポールの行方
84. コナンに迫る危機
85. まさかヤツが、、、
86. Hostage
87. このままじゃ、ヤラレちまう！
88. 探偵バッジ
89. 少年探偵団魂
90. 緊迫の時
91. 名探偵コナン メイン・テーマ (異次元の狙撃手ヴァージョン) Type2
92. ファイティング蘭
93. 安堵のみんな
94. 蘭のハート
95. お・わ・り

## 映像ソフト
- DVD - 2014年11月26日発売（初回生産限定盤・同日発売）[27]
- BD - 2014年11月26日発売（初回生産限定盤・同日発売）[28]

## プロモーション
2013年12月7日に公開されたルパン三世とのクロスオーバー作品『ルパン三世VS名探偵コナン THE MOVIE』の本編上映終了後、ルパン一味とのコラボレーションによる本作の特報が上映された。
2014年2月2日にはTBS系列局である中国放送の特別番組『世界が知りたいニッポンの技〜美と食の匠たち…ひろしま篇』で、本作の背景を担当した石垣プロダクションを俳優の谷原章介が訪ねた際、背景技術の紹介と共に本作が紹介された。また、同年2月6日には俳優の福士蒼汰とお笑いタレントのパトリック・ハーランが英語によるアフレコで出演することも発表された。
3月7日には前作『絶海の探偵』にゲスト出演していた柴咲コウが本作の主題歌を担当することが発表され、同年3月17日には福士とハーランの公開アフレコが行われた。福士はケビン・ヨシノ役を、ハーランはジャック・ウォルツ役を担当した。
3月19日には野球評論・解説者の赤星憲広が友情出演することが発表された。担当するキャラクター、赤星刑事は赤星に似せてデザインされた。
翌20日に発売された雑誌『エンタミクス』(KADOKAWA) では、本作の主人公である江戸川コナンが、東映映画『相棒 -劇場版III- 巨大密室! 特命係 絶海の孤島へ』の主人公である杉下右京と並んで表紙を飾るという、両作の特集に絡めて出版社や配給会社の垣根を越えたコラボレーションが行われた。また、同年4月16日に発売された本作の主題歌「ラブサーチライト」のシングルでは、コナンと柴咲がイラストで共演するというコラボレーションが行われた。
3月31日には完成披露試写会が行われ、主要声優陣、柴咲、福士、ハーランが登壇した。
4月8日には都内の「品川エトワール女子高等学校」で、ゲスト声優を務める福士蒼汰とパトリック・ハーランが、約40名の女子高生を相手に英語の授業を行なった。
4月15日からは、公開記念特番「福士蒼汰vsパックン　謎の対決3番勝負!!」が各局で随時放送された。

## 興行成績
全国341スクリーンで公開され、2014年4月19日と翌20日の初日2日間で歴代最高の興収7億8,933万2,300円、動員64万9,865人を記録した。さらに興行通信社の調査による映画観客動員ランキングでは初登場第1位を獲得し、『アナと雪の女王』の6週連続1位を阻止した。また、ぴあの調査による初日満足度ランキングでは第1位を獲得した。
2014年5月18日には前作『絶海の探偵』の最終興収36億3,000万円を上回り、当時のシリーズ最高興収記録を更新した。さらに累計動員数も300万人を突破し、興行収入はシリーズ史上初となる40億円超えを記録した。最終興収は41億1,000万円となり、シリーズ累計興収も500億円の大台を突破した。

## テレビ放送
| 回数 | 番組名（放送枠名）                               | 放送形態 | 放送日        | 放送時間（JST） | 放送分数 | 平均世帯視聴率 | 平均個人視聴率 | 備考 |
| ---- | ------------------------------------------------ | -------- | ------------- | --------------- | -------- | -------------- | -------------- | --- |
| 1    | 金曜ロードSHOW! （日本テレビ）                   |          | 2015年4月17日 | 21:00-22:54     | 114分    | 13.1%          |                | 『名探偵コナン 業火の向日葵』の公開を記念するかたちでテレビ初放送された 。なお、枠内に収めるためにオープニングやダジャレクイズ、エンディングなどがカットされていた。 |
| 2    | 金曜ロードショー （日本テレビ）                  |          | 2021年4月16日 | 21:00-22:54     | 114分    | 10.4%          | 6.5%           | 『名探偵コナン 緋色の弾丸』の公開記念として放送。オープニングなど一部カットされている。                                                                              |
| 3    | 日曜ロードショー（BS日テレ）(BS日テレ4Kでも放送) |          | 2025年4月27日 | 20:54-23:00     | 126分    |                |                | 『名探偵コナン 隻眼の残像』の公開記念として放送。 |